# NGC 6002
NGC 6002 – prawdopodobnie gwiazda znajdująca się w gwiazdozbiorze Korony Północnej na południe od galaktyki NGC 6001. Zaobserwował ją Lawrence Parsons 20 kwietnia 1873 roku i skatalogował jako obiekt typu „mgławicowego”. Identyfikacja obiektu nie jest pewna – w pozycji podanej przez Parsonsa nic nie ma. Niektóre źródła, np. baza SIMBAD, podają, że NGC 6002 to galaktyka LEDA 56051 (PGC 56051), jednak ma ona zbyt niską jasność, by mógł ją dostrzec Parsons przez swój teleskop.